# Generalski Stol
Generalski Stol je naselje na Hrvaškem, ki je središče občine Generalski Stol Karlovške županije.
Naselje leži 18 km jugozahodno od Duge Rese na nadmorski višini 186 m med rekama Mrežnica in Dobra ter ob železniški progi Zagreb-Karlovec-Reka in cesti Karlovec-Senj. V naselju stoji župnijska cerkev Antuna Padovanskoga. Na področju današnjega naselja so bili najdeni ostanki japodske in rimske kulture (razni kamniti stebri, kovanci in sarkofagi). V srednjem veku se je naselje, ki je bilo v sestavu Zagrebške škofije, imenovalo Lipovac. V času Vojne krajine je general Vuk II. Krsto Tržački (Frankopani) v prvi polovici 17. stoletja izbral Lipovac za sedež sodišča in ime spremenil v Generalski Stol. Po zlomu zrinsko-frankopanske zarote leta 1661 — Peter IV. Zrinski se je skupaj s svakom Krstom II. Frankopanom zapletel v neuspelo zaroto proti dunajskemu dvoru, oba so nato leta 1671 usmrtili — je Generalksi Stol prišel pod upravo karlovškega generala Ivana Josipa Herbersteina. Razvoj kraja se je pričel v času gradnje Jožefinske ceste med Karlovcem in Senjem, ki so jo gradili med leti 1770 do 1779.

## Demografija
| Pregled števila prebivalcev po letih | Pregled števila prebivalcev po letih | Pregled števila prebivalcev po letih | Pregled števila prebivalcev po letih | Pregled števila prebivalcev po letih | Pregled števila prebivalcev po letih | Pregled števila prebivalcev po letih | Pregled števila prebivalcev po letih | Pregled števila prebivalcev po letih | Pregled števila prebivalcev po letih | Pregled števila prebivalcev po letih | Pregled števila prebivalcev po letih | Pregled števila prebivalcev po letih | Pregled števila prebivalcev po letih | Pregled števila prebivalcev po letih |
| ------------------------------------ | ------------------------------------ | ------------------------------------ | ------------------------------------ | ------------------------------------ | ------------------------------------ | ------------------------------------ | ------------------------------------ | ------------------------------------ | ------------------------------------ | ------------------------------------ | ------------------------------------ | ------------------------------------ | ------------------------------------ | ------------------------------------ |
| 1857                                 | 1869                                 | 1880                                 | 1890                                 | 1900                                 | 1910                                 | 1921                                 | 1931                                 | 1948                                 | 1953                                 | 1961                                 | 1971                                 | 1981                                 | 1991                                 | 2001                                 |
| 297                                  | 348                                  | 411                                  | 423                                  | 469                                  | 471                                  | 421                                  | 496                                  | 475                                  | 556                                  | 582                                  | 689                                  | 696                                  | 712                                  | 650                                  |